# Classe Suffren (croiseur)
Cet article concerne la classe de croiseurs lourds de la Seconde Guerre mondiale. Pour les autres classes Suffren, voir classe Suffren.
La classe Suffren est une classe de 4 croiseurs lourds pratiquement identiques, construits pour la Marine Nationale française à la fin des années 1920.

## Navires de la classe
La classe comprend :
- le Colbert, sabordé à Toulon durant le sabordage de la flotte française à Toulon le 27 novembre 1942 ;
- le Dupleix, sabordé lui aussi à Toulon. Les Italiens le renflouent le 3 juillet 1943, et il sera définitivement coulé par un raid allié en 1944 ;
- le Foch, sabordé à Toulon le 27 novembre 1942 ;
- le Suffren, désarmé et retenu par les Britanniques à Alexandrie en Égypte le 3 juillet 1940. Il sera réarmé et rejoindra les Alliés le 30 mai 1943.